# Baterno (kommunhuvudort)
Baterno är en kommunhuvudort i Spanien.   Den ligger i provinsen Provincia de Badajoz och regionen Extremadura, i den centrala delen av landet, 190 km sydväst om huvudstaden Madrid. Baterno ligger 560 meter över havet och antalet invånare är 358.
Terrängen runt Baterno är kuperad söderut, men norrut är den platt. Runt Baterno är det mycket glesbefolkat, med 6 invånare per kvadratkilometer. Närmaste större samhälle är Siruela, 12,3 km väster om Baterno. 